# Werkgroep Cartoonproblematiek
De Werkgroep Cartoonproblematiek was een in 2006 opgerichte interdepartementale werkgroep van diverse Nederlandse ministeries, waar onder andere het Ministerie van Justitie en het Openbaar Ministerie deel van uitmaakten.
De Werkgroep werd als gevolg van de onlusten rond het verschijnen van de Deense Mohammedcartoons opgericht en had ten doel door de Nederlandse overheid problematisch geachte cartoons en spotprenten te inventariseren en te bezien of het mogelijk was de makers daarvan, waar nodig, te vervolgen. De werkgroep werd aangevoerd door Lidewijde Ongering.
Een van de eerste tekenaars die in het vizier van de Werkgroep kwam was de anti-islamcartoonist Gregorius Nekschot, die het adviesorgaan in een toespraak "misschien wel het meest belachelijke orgaan in de Nederlandse geschiedenis" noemde.